# Ашурков, Владимир Львович
Владимир Львович Ашурков (род. 15 февраля 1972, Москва) — российский политический и общественный деятель. С 2006 по 2012 год — директор по управлению и контролю активами CTF Holdings Ltd, управляющей компании консорциума «Альфа-Групп», член наблюдательного совета X5 Retail Group N.V. Исполнительный директор «Фонда борьбы с коррупцией».

## Биография
Родился 15 февраля 1972 года в Москве в семье инженеров, работавших в закрытых научно-исследовательских институтах военно-промышленного комплекса. Учился в школе № 36 с углубленным изучением английского языка. Учился хорошо. Помимо английского языка самостоятельно выучил также немецкий. По словам одноклассника Дмитрия Ерохова, в старших классах считался «продвинутым» парнем, в частности, одним из первых начал слушать рок-группу The Doors. В доме у Ашурковых было много книг, сам Ашурков вспоминал:

Прочёл практически всего Солженицына, особое впечатление произвел на меня Юрий Домбровский и герои его романов «Факультет ненужных вещей» и «Хранитель древностей». То, как в этих произведениях показано противостояние личности и государственной машины подавления, очень повлияло на моё отношение к происходящему.
— Неутомимый оптимист // The New Times
После окончания школы поступил на факультет физической и квантовой электроники Московского физико-технического института. На курсе был одним из лучших студентов.
Во время учёбы на третьем курсе поступил параллельно на вечернюю двухгодичную бизнес-программу Американского института бизнеса и экономики. По этой программе проходил летнюю стажировку за границей в компании Pepsico. Окончил институт в 1995 году по специальности «инженер-физик», но диплом не защищал. По словам заместителя декана факультета Антона Кудряшова, за время учёбы не имел ни одной пересдачи.
После окончания учёбы выиграл грант по программе Muskie для учёбы в Уортонской школе бизнеса Пенсильванского университета. Во время обучения проходил стажировку в московском офисе компании Boston Consulting Group. В 1996 году получил диплом MBA.

## Деловая активность
С 1997 по 1999 год занимал должность заместителя директора департамента инвестиционно-банковских услуг в компании «Ренессанс Капитал». С 1999 по 2001 год был финансовым директором Морского порта Санкт-Петербурга и начальником отдела финансового планирования ЗАО «ОБИП». В 2001—2003 годах состоял в должности президента Национальной контейнерной компании Морского порта Санкт-Петербурга. В 2003—2005 годах работал генеральным директором компании TransCare (консалтинг в области логистики и транспорта). С 2005 по 2006 год занимал должность вице-президента по стратегическому планированию группы «Промышленные инвесторы», объединяющей транспортные и машиностроительные компании. С сентября 2006 года по февраль 2012 год был директором по управлению и контролю активами CTF Holdings Ltd, управляющей компании консорциума «Альфа-Групп». До июня 2012 года являлся членом наблюдательного совета X5 Retail Group N.V.), в составе которого возглавлял комитет по стратегии, а также входил в комитет по аудиту.

### Уход из «Альфа-групп»
Председатель наблюдательного совета «Альфа-групп» Михаил Фридман 11 апреля 2012 года в эфире телекомпании «Дождь» объяснил увольнение Ашуркова политическими взглядами топ-менеджера: «Когда мы расставались, у него было право выбора: либо не заниматься политикой, либо уходить из бизнеса. Он для себя выбрал путь заниматься политикой». По словам Михаила Фридмана, «мы живём в России, и, безусловно, вовлечение в такую активную политическую жизнь в наших российских условиях, в общем, для бизнеса не вполне приемлемо».

## Общественная деятельность
По словам Ашуркова, его всегда интересовали политика и государственное управление. В 2009 году Ашурков «наткнулся на блог Навального» и предложил ему свою помощь в организации антикоррупционной деятельности. До ухода из «Альфа-Групп» в свободное от работы время Ашурков «писал письма, работал с документами, встречался с разными людьми, обсуждал стратегии». В феврале 2012 года стало известно, что Ашурков стал одним из первых спонсоров зарегистрированной некоммерческой организации «Фонд борьбы с коррупцией»: Ашурков передал в фонд 300 000 руб. (Навальный отказался от анонимных пожертвований).
Исполнительный директор «Фонда борьбы с коррупцией», который объединил проекты Алексея Навального «РосПил», «РосЯма» и «РосВыборы». Ашурков так описывает свою деятельность: «У нас всё достаточно неформально: кто какой кусок работы может „откусить“, тот за то и отвечает. В силу моего опыта я помогаю Алексею и его команде с анализом различных коррупционных кейсов и вопросами корпоративного управления. Недавно мы, к примеру, написали совместную статью в Harvard Business Review о корпоративном управлении в госкомпаниях. Также я занимаюсь вопросами привлечения средств для фонда, участвую в выработке стратегии и тактики его деятельности, координирую контакты с иностранными партнёрами, работу с волонтёрами».
По мнению лидера партии «Яблоко» Сергея Митрохина, через Ашуркова Навальный финансируется компанией «Альфа-групп» Михаила Фридмана. Политолог Сергей Марков полагает: «Достаточно очевидно, что Навальный получает мощную поддержку „Альфа-групп“».

## Политическая деятельность и эмиграция
Выступил одним из основателей партии «Народный альянс»: был членом оргкомитета партии с 30 июля 2012 года. На учредительном съезде партии 15 декабря 2012 года был избран секретарём центрального совета, уполномочен представлять интересы партии в процессе регистрации в министерстве юстиции.
12 декабря 2012 г. опубликовал в «Ведомостях» программную статью «Оппозиция как бизнес-проект», где предложил богатым людям "инвестировать" в оппозицию:
Финансовая и организационная помощь со стороны людей, которые экономически заинтересованы в развороте авторитарного тренда, различным оппозиционным проектам повлияет на то, что изменения начнутся быстрее, произойдут с меньшими эксцессами, чем могли бы, и на то, что будет сформирована адекватная повестка дня для развития страны на годы вперёд. <...>
Если смотреть на такой коллективный проект по поддержке оппозиционного движения как на инвестицию сроком в пять лет, то при условных общих инвестициях размером $200–300 млн совокупный эффект для предпринимательского и управленческого слоя составит десятки миллиардов и принесёт доходность, которой в бизнес-проектах не добиться.
В апреле 2014 года уехал из России. 30 июля 2014 года был объявлен в федеральный розыск по делу о мошенничестве с финансированием избирательной кампании Навального в мэры Москвы.
В июле 2014 года запросил политическое убежище в Великобритании в связи с преследованием в России. В феврале 2015 года получил убежище, в это же время Басманным судом была заочно арестована его гражданская жена Александрина Маркво, фирму которой «Бюро 17» СК РФ обвинил в похищении нескольких миллионов бюджетных средств при проведении литературных мероприятий.
В Великобритании занимался инвестиционными проектами в области венчурных и ангельских инвестиций, посвящённых электронной коммерции. Вместе с тем продолжал совместную работу с Алексеем Навальным. В декабре 2015 года запустил проект «Санация права», занимающегося анализом принятых скандальных законопроектов и процессом их дальнейшей отмены, «что станет актуальным, когда произойдет либерализация политической системы и новая власть возьмет курс на демонтаж авторитарного режима». По собственным утверждениям, сменил либертарианские убеждения на более левые.
Давал показания комитету палаты представителей британского парламента по международным делам — в связи с подготовкой последним доклада «Российская коррупция и её расследование в Британии» (Russian corruption and the UK inquiry), который был представлен в мае 2018 года.
В ноябре 2018 года хакеры группировки Anonymous опубликовали документы британского проекта Integrity Initiative, в списках участников фигурировала, среди прочих, и фамилия Ашуркова. Ашурков предположил, что хакеры украли базу данных адресов рассылки Institute of Statecraft (один из учредителей Integrity Initiative), где действительно содержится адрес его электронной почты. По его словам, он не слышал о проекте Integrity Initiative.

## Семья
Живёт в незарегистрированном браке с Александриной Маркво, есть дочь от её первого брака Ариадна Сенаторова и общий сын Николай.